# Коко Монтойя
Коко Монтойя (англ. Coco Montoya) урождённый Генри Монтойя (англ. Henry Montoya) род. 2 октября 1951, Санта-Моника, Калифорния, США — американский блюзовый гитарист, вокалист и автор песен. Лауреат Blues Music Awards в номинации «Лучший дебют»  (1996); номинант Blues Music Awards в категориях «Артист года/Премия Би Би Кинга» (1997), «Исполнитель современного блюза» (1996, 1997), «Альбом современного блюза» (1996, 1997), «Блюзовый гитарист» (1996), «Альбом блюз-рока» (2024), . 

## Биография
Генри Монтойя родился в Санта-Монике в 1951 году в семье рабочих, выходцев из Мексики. В детстве слушал коллекцию пластинок своих родителей: джаз биг-бэндов, сальсу, ду-воп и рок-н-ролл. Его первым инструментов были барабаны: он приобрел установку в 11 лет. В 13 лет он купил гитару, но она оставалась на вторых ролях. Гитару он осваивал самостоятельно. Коко Монтойя — левша, и играет на гитаре как левша, но со струнами для правшей (то есть перевёрнутыми). 
С подросткового возраста играл на барабанах в различных местных группах. В середине 1970-х в Лос-Анжелесе был Альберт Коллинз, которому Монтойя одолжил свою установку. Через некоторое время Коллинз пригласил барабанщика для участия в группе и Коллинз же, взяв под опеку молодого музыканта (через какое-то время он стал представлять Монтойю как собственного сына), обучил его игре на гитаре в своём «горячем ледяном» стиле. Вскоре Монтойя стал уже вторым гитаристом группы. Через два года Монтойя, нуждаясь в более регулярном заработке, покинул Коллинза и начал работать барменом в Лос-Анджелесе и играть в барах. Однажды, в 1984 году в бар, где работал Монтойя, зашёл Джон Мейолл. Сам Монтойя вспоминал про этот день: «Там в основном собирались музыканты вроде меня, но заходили и известные рок — исполнители. Я частенько джемовал с басистом из „Thin Lizzy“ Филом Лайноттом, а однажды даже довелось поиграть с Филом Коллинзом, правда, тогда он еще не был широко известен. Так вот, когда я узнал, что в клубе находится Мейолл, то вдруг вспомнил, что мне говорили про его день рождения — вроде как раз дата совпадала. И я объявил, что в честь этого события исполню вещь „All Your Love“, которую Джон раньше играл вместе с Клэптоном». Мейолл унёс с собой кассету с записью и когда ему понадобился гитарист для незадолго до этого реформированной группы John Mayall & the Bluesbreakers позвонил Монтойе и предложил тому войти в состав. Монтойя согласился и на протяжении около 10 лет был в составе группы, гастролируя по всему миру и записав с Мейоллом семь альбомов 
В 1993 году начал сольную карьеру, и за свой дебютный альбом Gotta Mind To Travel в 1996 году стал лауреатом премии Blues Music Awards в номинации «Лучший дебют» (а также номинировался в категориях «Лучший исполнитель современного блюза», «Лучший альбом современного блюза», «Лучший блюзовый гитарист»). Второй альбом Ya Think I'd Know Better, сделанный в жёстком блюз-роковом стиле, принёс те же номинации, за исключением номинации «Лучший блюзовый гитарист», но с дополнением номинации лучшего блюзового артиста вообще и продержался в блюзовом чарте Billboard 14 недель, добравшись до 10 места. После этого Монтойя гастролировал по всему миру, давая по 220 концертов в год. С того времени музыкант выпустил ряд альбомов, в 2024 году с альбомом Writing On The Wall будучи номинированным в категории «Лучший альбом блюз-рока». Этот альбом также возглавил чарт блюзовых альбомов Billboard, продержавшись в нёс 12 недель .  
Коко Монтойя и его давняя подруга Ленора поженились в 2009 году, у них две дочери: Жасмин (родилась в 1980 году) и Донна (родилась в 1988 году).
Guitar One писал о музыканте: «самый горячий левша…играющий тлеющий блюз и южный рок-н-ролл с мастерским подходом и убийственным соло» 
Allmusic определяет Монтойю как одного «из самых выдающихся и одарённых электроблюзменов на планете… глубоко проникновенный певец и зажигательный гитарист с кажется бесконечной склонностью к изобретательству» . 
Guitar Player сказал, что Монтойя играет «потрясающий, мощный блюз с жгучим тоном, эмоциональным соло и энергичным, непринужденным вокалом» .
Living Blues отозвался: «Монтойя — гвоздь программы…искреннее пение и беспощадная гитара с жестоким ледяным жжением…он свингует, как джазмен, и жалит, как Iceman, Альберт Коллинз. Он один из по-настоящему одарённых блюзовых артистов своего поколения» .

## Дискография

### Альбомы
- 1995 Gotta Mind To Travel (Silvertone Records; Blind Pig Records)
- 1996 Ya Think I'd Know Better (Blind Pig)
- 1997 Just Let Go (Blind Pig)
- 2000 Suspicion (Alligator Records)
- 2002 Can't Look Back (Alligator)
- 2007 Dirty Deal (Alligator)
- 2009 The Essential Coco Montoya (Bling Pig) - сборник
- 2010 I Want It All Back (Ruf Records)
- 2014 Songs From The Road (live) (Ruf)
- 2017 Hard Truth (Alligator)
- 2019 Coming In Hot (Alligator)
- 2023 Writing On The Wall (Alligator)